# Бромеј
Бромеј (фр. Bromeilles) је насељено место у Француској у региону Центар, у департману Лоаре.
По подацима из 2011. године у општини је живело 316 становника, а густина насељености је износила 21,42 становника/km².

## Демографија
| 1962. | 1968. | 1975. | 1982. | 1990. | 2011. |
| ----- | ----- | ----- | ----- | ----- | ----- |
| 320   | 303   | 262   | 264   | 260   | 316   |